# استفان دمول
استفان اوگوست دمول (به انگلیسی: Stéphane Auguste Demol) بازیکن فوتبال اهل بلژیک و عضو تیم ملی فوتبال بلژیک است که در تاریخ ۲۳ آوریل ۱۹۸۶ میلادی اولین بازی ملی‌اش را مقابل تیم ملی فوتبال بلغارستان انجام داد. او در ۳۸ بازی ملی حضور داشت و جمعاً ۳۱۰۵ دقیقه برای تیم ملی فوتبال بلژیک به میدان رفت. استفانه دمول آخرین بازی ملی خود را در تاریخ ۲۰ نوامبر ۱۹۹۱ میلادی در برابر تیم ملی فوتبال آلمان انجام داد. وی در بازی‌های ملی‌اش ۱ گل به ثمر رساند.